# Liste der Fluggesellschaften in Botswana
Dies ist eine Liste der Fluggesellschaften in Botswana, die bei der IATA oder ICAO registriert sind bzw. es waren.

## Aktuelle Fluggesellschaften

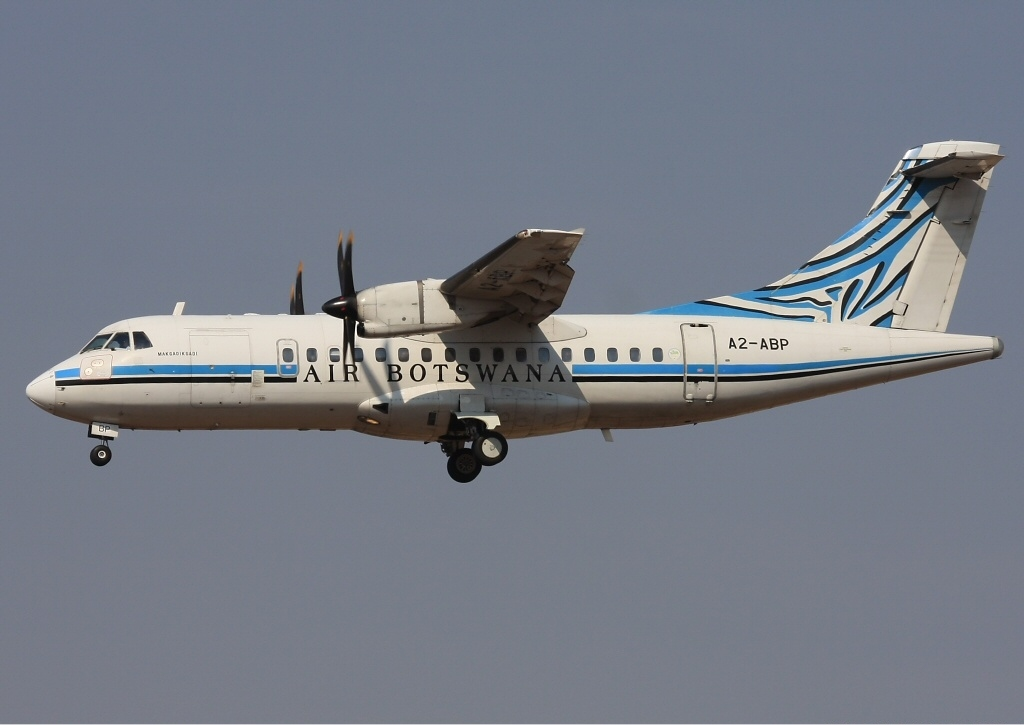
Air Botswana

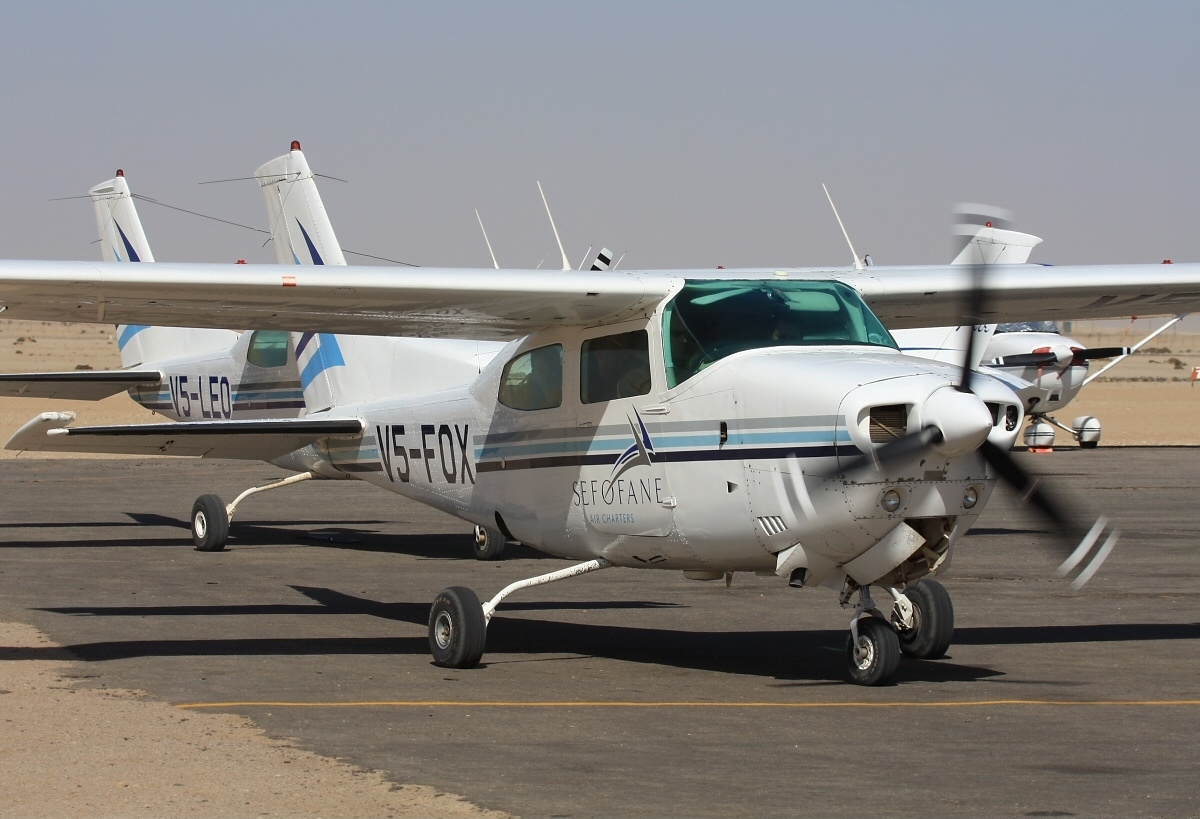
Wilderness Air

- Air Blair
- Air Botswana
- Air Shakawe[1]
- Blue Sky Airways
- Flying Mission Services
- Kalahari Airways
- KASAC Air
- Kavango Air
- Mack Air
- Major Blue Air
- Moremi Air
- NAC Botswana
- Safari Air (Xugana Air)
- Top Air Services
- Wilderness Air

(Quelle:)

## Ehemalige Fluggesellschaften
- Aer Kavango (1974–1984)
- Air B.G.I. > Texxon Air
- Air Services Botswana (1980)
- Air Xababa (1980er)
- Bechuanaland National Airways > Botswana National Airways (1966–1969) > Botswana Airways  (1969–1972) > siehe Air Botswana
- Chobe Explorations (1985–1986)
- Debswana (2004–2006)
- Delta Air (2004–2008)
- Desert & Delta Air (1982–1983)
- Esquire Airways > Desert Airways (1978–1984)
- Northern Air (2004–2008)
- Okavango Air Services
- Regional Air
- Southern Cross Aviation (2009–2010)
- Southern Links (1990–1993)
- Swamp Air (1995–2004)
- Wenela Air Services (1952–1974)
- Western Air (1980er)

(Quelle:)